# Калистово (Лотошинский район)
Ка́листово — деревня в Лотошинском районе Московской области России.
Относится к сельскому поселению Микулинское, до реформы 2006 года относилась к Введенскому сельскому округу. По данным Всероссийской переписи 2010 года численность постоянного населения составила 5 человек (2 мужчин, 3 женщины). Код ОКТМО — 46 629 416 161.

## География
Расположена в южной части сельского поселения, примерно в 11 км к северу от районного центра — посёлка городского типа Лотошино, на автодороге Р90. Автобусная остановка на маршруте Лотошино — Микулино. Соседние населённые пункты — деревни Хилово, Ильинское и Введенское.

## Исторические сведения
По сведениям 1859 года — деревня Васильевского прихода, Микулинской волости Старицкого уезда Тверской губернии в 45 верстах от уездного города, на возвышенности, с 11 дворами, 2 прудами, 3 колодцами и 72 жителями (34 мужчины, 38 женщин).
В «Списке населённых мест» 1862 года Калистово — владельческое сельцо 2-го стана Старицкого уезда по Волоколамскому тракту в город Тверь, при пруде, с 12 дворами и 85 жителями (37 мужчин, 48 женщин).
В 1886 году — 16 дворов и 109 жителей (53 мужчины, 56 женщин). В 1915 году насчитывалось 20 дворов.
С 1929 года — населённый пункт в составе Лотошинского района Московской области.

## Население
| 1859 | 1886 | 2002 | 2006 | 2010 |
| ---- | ---- | ---- | ---- | ---- |
| 85   | ↗109 | ↘6   | ↗8   | ↘5   |